# Stanisław Dunin Karwicki
Stanisław Dunin Karwicki herbu Łabędź (ur. 1640, zm. w październiku 1724) – podkomorzy sandomierski od 1713 roku, cześnik sandomierski od ok. 1683 roku do 1713 roku, pisarz polityczny, reformator małopolskiego Kościoła Ewangelicko-Reformowanego, statysta szlachecki schyłku XVII w. 
Poseł na  sejm konwokacyjny 1668 roku, sejm elekcyjny 1669 roku, sejm konwokacyjny 1674 roku, sejm elekcyjny 1674 roku, sejm zwyczajny 1688 roku z województwa sandomierskiego.
Jako deputat z województwa sandomierskiego podpisał pacta conventa Augusta II Mocnego w 1697 roku. Poseł na sejm 1703 roku z województwa sandomierskiego. Był konsyliarzem województwa sandomierskiego w konfederacji sandomierskiej 1704 roku.

## Myśl polityczna
Myśl polityczną Stanisława Dunina Karwickiego charakteryzowało dążenie do stworzenia „czystej” formy rządów, tzn. takiej która stanowiłaby przykład albo „czystej” monarchii albo „czystej” republiki, przy czym skłaniał się Karwicki ku republikanizmowi. W okresie pomiędzy 1703 a 1710 r. wydał on po polsku „Egzorbitancje”, a później rozbudowany łaciński traktat „De ordinanda Republica seu de corrigendis defectibus in statu Reipublicae Polonae”. Nad dziełem tym pracował z pewnością już w latach 90. XVII stulecia, czyli w II poł. rządów Jana III, kiedy w sposób dramatyczny ujawnił się kryzys władzy, społeczeństwa, demokracji szlacheckiej „pochłanianej” przez system oligarchii magnackiej.
W swym dziele twierdził, że ustrój Rzeczypospolitej, łączący dość znaczne prerogatywy monarchy z rozbudowanymi prawami stanu szlacheckiego, jest w istocie „mieszaną” formą rządów (łac. mixta), która łączy w sobie zarówno cechy monarchii, jak i republiki, a to nie stwarza optymalnych warunków rozwoju. Domagał się zastąpienia go systemem rządów o racjonalnym republikańskim charakterze.
W tym celu zalecał aby pozbawić władców prawa rozdawnictwa urzędów i królewszczyzn, które to prawo uważał za przejaw władzy absolutnej oraz proponował głęboką reformę zasad sejmowania. Karwicki twierdził, że wojewodów, kasztelanów, starostów oraz innych urzędników ziemskich i grodzkich powinny wyłaniać sejmiki, a ministrów państwa – sejm walny w głosowaniu tajnym. Wybory według podkomorzego sandomierskiego powinny się odbywać większością głosów na sejmach i sejmikach, które co za tym idzie nie mogłyby zostać zerwanie. Królewszczyzny zamierzał zamienić w ordynacje, których dochody miały służyć utrzymaniu stałej armii państwowej dowodzonej przez wybieranego na kilkuletnią kadencję hetmana. Jako wzór powoływał się na unię hadziacką, której postanowienia mutatis mutandis proponował rozciągnąć na całość Rzeczypospolitej

## Reforma sejmu i bezkrólewia
Jest rzeczą charakterystyczną podejście Karwickiego do kwestii liberum veto. Uważał, że może ono odegrać rolę pozytywną, ale jedynie wtedy gdyby dotyczyło poszczególnych spraw, a nie wszystkich uchwał sejmu. Ten motyw zresztą nieraz pojawiał się w pismach republikańskich myślicieli, którzy rozróżniali liberum veto, czyli prawo pojedynczego posła do zawetowania konkretnej ustawy, i liberum rumpo („wolne zrywam”), czyli faktycznie istniejącą w Rzeczypospolitej praktykę, że sprzeciw poselski prowadzi do zerwania sejmu i unieważnienia wszystkich przyjętych przez zgromadzenie posłów ustaw. Najlepszy dla funkcjonowania państwa był w zamysłach Dunina-Karwickiego sejm stały, odbywany raz w roku, zdolny do samodzielnego odraczania i zwoływania swoich sesji parlamentarnych, którego nie można było zerwać. Gdyby jakiś poseł blokował przebieg procedury sejmowania, sprawę należało odesłać do odpowiedniego sejmiku ziemskiego lub wojewódzkiego, by osądził, czy prawo veta było użyte słusznie, czy też stanowiło przejaw niskich pobudek. W tym drugim wypadku posła należało osądzić i co bardzo racjonalne veto unieważnić. Miało to skutecznie zniechęcać do bezzasadnego blokowania obrad. W wypadku jednak gdyby protest był zasadny, sejm winien się zebrać ponownie i podjąć ostateczną decyzję. A gdyby i wówczas nie udało się osiągnąć jednomyślności izby, sprawę należało odroczyć do zebrania się nowego sejmu. Karwicki zajmował się również w swym traktacie sprawą reformy bezkrólewia. Skrócenie czasu trwania i ograniczenie procedur bezkrólewia oraz likwidację elekcji viritim miałby zapewnić prymas, który w porozumieniu z sejmem wskazywałby sejmikom wojewódzkim kandydatów do tronu (wyłącznie obywateli Rzeczypospolitej, przy czym zachodziła by alternata: król po kolei z Wielkopolski, z Małopolski i z Wielkiego Księstwa Litewskiego), każde województwo wybierałoby spośród nich większością głosów swojego kandydata, a sejm, również większością głosów, nowego króla.
Autor zdawał sobie sprawę, że sejmujący szlachecki wyborca jest uzależniony materialnie od magnatów i ambasadorów ościennych państw. W związku z tym zamierzał odebrać prawo do głosowania nieposesjonatom, sługom szlacheckim i banitom oraz wprowadzić listy uprawnionych do głosowania. Chciał podnieść poziom umysłowy szlacheckich elektorów poprzez wprowadzenie cenzusu wieku i doświadczenia politycznego. Aby odświeżyć po kilku sejmach skład izby poselskiej uznał za konieczne ograniczenie prawa do posłowania do trzech kolejnych sesji. Zmianom uległaby również „geografia” sejmowa, czyli zasady reprezentacji terytorialnej w sejmie. Miała opierać się ona nie na ustalonej wiekami tradycji, lecz „sile podatkowej” poszczególnych ziem, powiatów i województw: liczba posłów z danego terenu miała być proporcjonalna do sumy płaconego przez daną prowincję podatku.
Były to bardzo ważne elementy w politycznych koncepcjach Karwickiego, gdyż wyraźnie uderzały w tradycjonalistycznie pojętą demokrację szlachecką, zastępując po części cenzus tradycji i pochodzenia cenzusem posiadania i materialnego bogactwa.
Jest to wyraźny protestancki akcent w traktatach podkomorzego sandomierskiego, który był kalwinistą, „ostatnim hugenotą” Rzeczypospolitej i który wprowadził „hugenocką śmiałość” do myśli reformatorskiej katolickiego już wówczas w większości kraju.
Warto zauważyć, że choć był on zagorzałym republikaninem i zwolennikiem ograniczenia prerogatyw monarszych to w chwili tak trudnej jak sejm 1688/1689 twardo stawał po stronie monarchy – Jana III, natomiast przeciwko oligarchom i podległej im części szlachty. A sejm ten stworzył możliwość wybuchu w Rzeczypospolitej wojny domowej, w której siłami wojska i średniej szlachty mógł Jan III pokusić się o zniszczenie buntowniczej magnaterii.

## Wyznawca kalwinizmu i reformator Jednoty Małopolskiej
Stanisław Dunin-Karwicki był znanym w swej dobie działaczem kościoła kalwińskiego w Małopolsce i Rzeczypospolitej. Był patronem zboru w Sieczkowie, a w 1693 r. wybrano go dyrektorem synodu małopolskiego. Aby zahamować upadek Kościoła Reformowanego, który żył wówczas już tylko resztkami dawnej świetności zniósł Karwicki jego podział terytorialny na dystrykty. Spośród protestanckiej szlachty nakazał wyznaczyć dwóch seniorów prowincjonalnych odpowiedzialnych za „sprawy świeckie” Jednoty Małopolskej, jak nazywano tamtejszy Kościół Ewangelicko-Reformowany. Sprawy religijne miał nadzorować jeden główny senior duchowny.
Pomimo tych reform nie udało się zahamować stopniowego upadku małopolskiego protestantyzmu, przy wyznaniu reformowanym pozostawało jedynie ok. 37 małopolskich rodów szlacheckich w tym Dunin-Karwiccy.
Sytuację ich pogorszyła i skomplikowała III wojna północna na ziemiach Rzeczypospolitej. W wyniku bowiem wyniszczających przemarszów luterańskich armii szwedzkich i saskich oraz ściąganiu przez nie kontrybucji spotęgowała się niechęć większości szlachty do protestantyzmu. W 1718 r. przemocą usunięto z izby sejmowej przedstawiciela wielkopolskiej szlachty protestanckiej Piotrowskiego co jest pewnym momentem symbolicznym, gdyż protestancka szlachta została pozbawiona w ten sposób prawa do posłowania na sejm.

## Losy myśli reformatorskiej Stanisława Dunina-Karwickiego
Koncepcje reform wyłożone w „Egzorbitancjach” stały się szeroko znane wśród średniej szlachty w okresie katastrofy Wielkiej Wojny Północnej, która w latach 1701–1721 z mocą kataklizmu wyniszczyła ziemie Rzeczypospolitej oraz obnażyła jej polityczną i organizacyjną bezsiłę. Zasiadający na tronie Rzeczypospolitej od 1697 r. August II Mocny również planował reformy państwa jednak zmierzały one w przeciwnym kierunku do zamysłów Karwickiego. Król zmierzał do wprowadzenia „czystej” monarchii w stylu Ludwika XIV, scentralizowanej, nie znoszącej ani magnackich rządów oligarchicznych, ani szlacheckich instytucji demokratycznych.
Po ustąpieniu wojsk szwedzkich Karola XII doszło jednak do współdziałania reformatorskiej części szlachty skłaniającej się ku koncepcjom Karwickiego z dworem królewskim preferującym przeciwny sposób reformowania państwa. W latach 1710–1713 wytworzyły się warunki aby znaleźć rozumny kompromis między tymi dwoma pomysłami na urządzenie Rzeczypospolitej. Plany te pokrzyżowała jednak warstwa magnacka we współdziałaniu z dworami berlińskim i petersburskim.
Po fiasku wszelkich reform zdecydował się August II pod pretekstem wojny z Turcją wprowadzić do Polski silną armię saską i po jej naciskiem zdusić opozycję. Saskie kontrybucje i zdzierstwa doprowadziły do wybuchu buntu i zawiązania konfederacji tarnogrodzkiej w 1715 r. Konfederacja wystawiła silną armię, która zagroziła całkowitym zniszczeniem armii saskiej Augusta Mocnego. Ponownie doszło do prób porozumienia między reformatorską grupą szlachty a dworem w sprawie reform, zwłaszcza że zagroził wmieszaniem się w konflikt car Rosji Piotr I. Na sejmie 1717 zwanym niemym podjęto kilka prób wcielenia w życie myśli Karwickiego, jednak współdziałanie magnatów, ich szlacheckich klientów oraz zagranicznych ambasadorów utrąciło za cenę niewielkich zmian w funkcjonowaniu państwa główne idee reformatorskie.
Po raz ostatni koncepcje reform miały szanse zostać wcielone w życie w okresie tzw. polityki emancypacyjnej Augusta II na sejmach 1718–1720. Wówczas to król podjął próbę wyrwania się spod kurateli Rosji co się jednak nie powiodło w wyniku przeciwdziałania opłacanej przez cara opozycji hetmańskiej.
Należy jednak zaznaczyć, że dzieło Stanisława Dunina-Karwickiego wpłynęło na późniejsze traktaty polityczne XVIII stulecia w tym na dzieła Stanisława Konarskiego oraz Mateusza Białłozora – domniemanego autora pierwszej wersji traktatu „Głos wolny wolność ubezpieczający”.